# غینر
غینر (شازند)، روستایی از توابع بخش مرکزی شهرستان شازند در استان مرکزی ایران است.
و با روستاهای باغ‌برآفتاب،قدمگاه،  رشان ،سرسختی سفلی ،سورانه و ورقا همجوار است.از محصولات کشاوزی غینر می توان به گندم و لوبیا و جو اشاره کرد که اکثر محصول این روستا لوبیا می باشد.

## جمعیت
این روستا در دهستان قره کهریز قرار دارد و براساس سرشماری مرکز آمار ایران در سال ۱۳۸۵، جمعیت آن ۱٬۸۲۱ نفر (۴۸۲خانوار) بوده‌است.
(جمعیت در اردیبهشت ماه ۱۳۹۹ ، ۱۸۷۸ نفر)